# Breddiniola tangensis
Breddiniola tangensis är en insektsart som beskrevs av Frederick Arthur Godfrey Muir 1934. Breddiniola tangensis ingår i släktet Breddiniola och familjen vedstritar.
Artens utbredningsområde är Tanzania. Inga underarter finns listade i Catalogue of Life.